# ФК Лос Анджелис
ФК Лос Анджелис е футболен отбор от гр. Лос Анджелис, щата Калифорния, САЩ, основан през 2014 г. Играе в западната конференция на МЛС и е втория отбор в лигата от Лос Анджелис, като първият е Лос Анджелис Галакси. Двата отбора играят в дерби наречено Ел Трафико, носещо името на големите задръствания в града.
Клубът е създаден през 2014 година като собственици са множество инвеститори. Първият си мач в Мейджър Лийг Сокър изиграва на 4 март 2018 година срещу Сиатъл Саундърс, който е спечелен с 1 – 0. През 2018 година завършва на трето място в Западната конференция и на пето място в генералното класиране на МЛС.

## Български футболисти
- Филип Кръстев: 2023/24 - (12 мача - 2 гола)